# Inname van Enschede

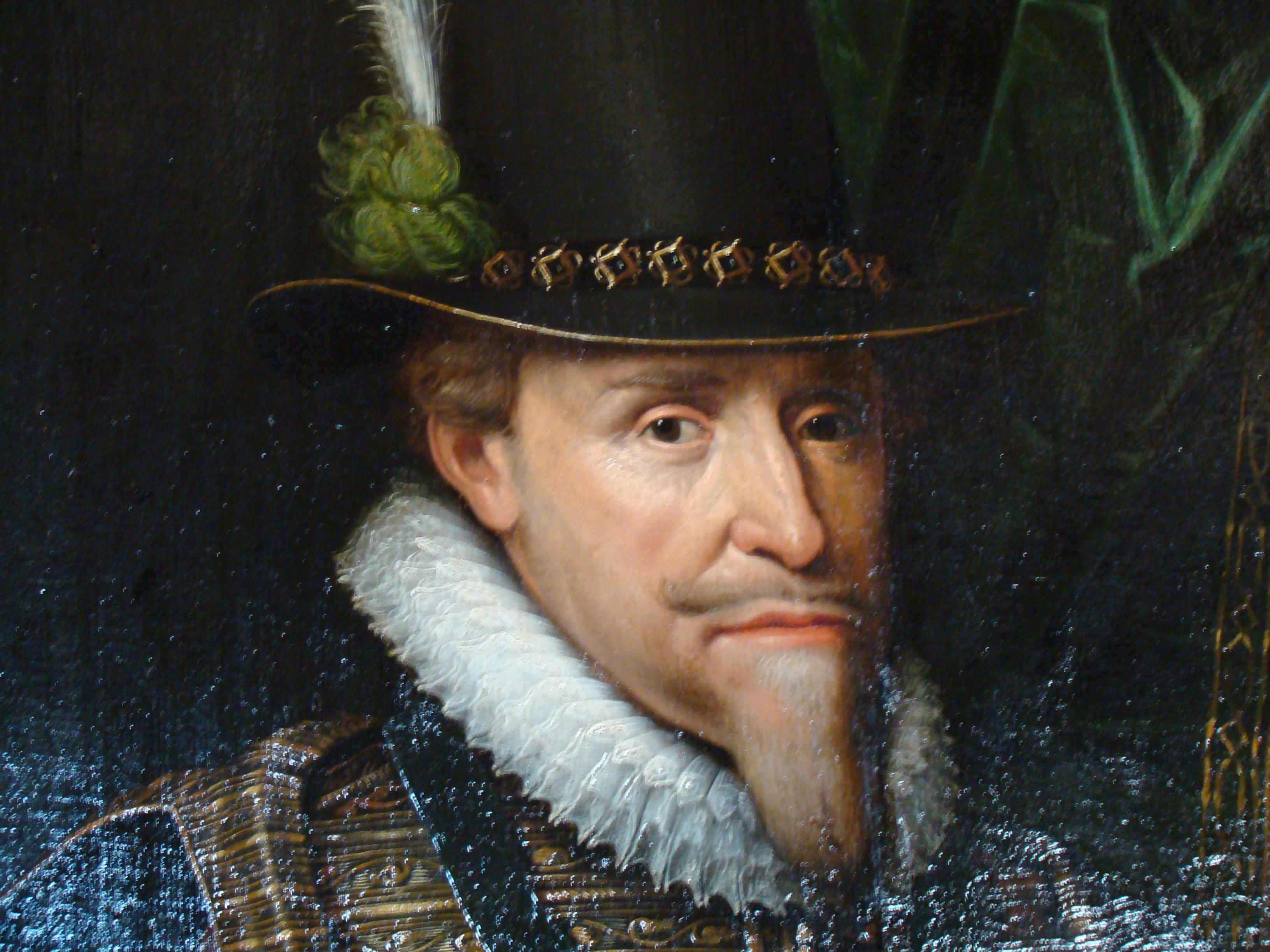
Portret van Maurits in het Paleis op de Dam te Amsterdam.

De inname van Enschede in 1597 gebeurde door het Staatse leger onder leiding van Maurits van Nassau, de latere prins van Oranje, ten tijde van de Tachtigjarige Oorlog. De inname gebeurde op 18 en 19 oktober, nadat Maurits gedreigd had de stad te vernietigen. Het beleg was onderdeel van Maurits' veldtocht van 1597, Maurits' succesvolle offensief tegen de Spanjaarden.

## Verloop van de inname

### Belegering
Na het beleg en inname van Bredevoort trokken Maurits' compagnies van de Schotten en Friezen van graaf Solms en Van Duivenvoorde vanuit Winterswijk naar Gronau. Groepen verkenners trokken van Losser naar Lonneker waar zij vanaf het hoogste punt de omgeving goed konden observeren. Maurits zelf volgde op 18 oktober met zijn ruiters als het geschut de dag daarvoor al vanuit Bredevoort is overgebracht. De compagnies van Van der Noot, de Schotten en graaf Solms bevinden zich in de voorhoede. Zij werden gevolgd door de hoofdmacht bestaande uit de Friezen. De Engelsen, Duivenvoorde en Brederode vormden de achterhoede. Halverwege Glanerbrug en Enschede stelt Maurits het leger in volledige slagorde op.

### Eis tot overgave
Maurits zond een trompettist naar de poort en eiste daarbij de overgave en het binnen een uur de stad verlaten met vaandels, wapens en proviand van de bezetters en Spaansgezinde burgers, en dat zij de komende drie maanden niet voor de Spaanse koning ten noorden van de Maas mogen vechten. (En voegt daar dreigend aan toe dat Maurits' legers de stad met de grond gelijk zullen maken net zoals het Bredevoort en Groenlo is vergaan, als zij Maurits dwingen ook maar één schot te moeten lossen met hun kanonnen, en als zij die kanonnen wilden zien, dan mochten ze iemand sturen om de kanonnen te bekijken.)
Na wat overleg in de stad kwamen luitenant Van Grootveld en een sergeant van kapitein Vasques naar buiten met het verzoek het geschut te mogen zien. Waarna zij Maurits' voorwaarden als "absoluut eerlijke voorwaarde" aanvaardden. Zij verzochten Maurits uitstel van de gesommeerde tijd en vroegen een nacht en een morgen de tijd wegens het invallen van de avond en deden daarbij ook het verzoek de legers van Maurits die nacht buiten de stad te houden.

### Aftocht
De dag erop was het mooi weer en Maurits stuurde het vendel van Jacques Meurs naar de stad en deze nam in de kerk de mensen de eed af die de stad zouden verlaten. Hierna verlieten twee vendels onder leiding van Grootveld en Vasques, 108 mannen totaal, de stad. Jaques Meurs nam met zijn compagnie het commando in Enschede over van Pottere. Maurits liet de moeilijk te verdedigen vestingwerken grotendeels ontmantelen zodat de stad niet meer interessant was voor toekomstige bezetters. Zijn soldaten gooiden de wal die tussen binnen- en buitengracht lag in de buitengracht. Maurits stuurde daarop overste Van Duivenvoorde met zijn soldaten naar het noordoosten voor de Inname van Ootmarsum (1597).